# 대륙타통작전
대륙타통작전(大陸打通作戦)이란, 중일 전쟁 기간 동안 전쟁 막바지인 1944년 4월 17일부터 12월 10일에 걸쳐서 중국 대륙에서 행해진 일본 제국의 최후의 대규모 공격 작전을 말한다. 중국측에서는 예상계회전(간체자: 豫湘桂会战; 번체자: 豫湘桂會戰; 병음 표기: Yù Xīang Guì Huìzhàn)이라 부르기도 한다. 일본 제국 육군과 중화민국 국민혁명군간에 벌어진 허난성, 후난성, 광서성에서의 일련의 전투들을 통칭한다.
대륙타통작전의 두 주요 목표는 프랑스령 인도차이나로의 육로 개통과 일본 본토와 수송선들을 폭격하고 있던 미국 폭격기들의 근원지인 중국 남동부 지방의 비행장들을 점령하는 것이었다. 대륙타통작전은 전술적으로는 성공이었으나 전략적으로는 불가능한 목표를 세웠기 때문에 비운의 작전이 되었다.
일본에서는 이치고 작전(一号作戦)으로 불리며, 중국에서는 예상계회전(豫湘桂会戦)이라고 부른다.

## 개요
일본군은 1944년 미군의 공세가 점점 거세지고 자신들의 전투력이 점점 떨어져가는 가운데 중국 전선을 정리하고 모든 병력을 인도 방면과 태평양으로 돌리기 위해 작전을 입안하였다. 이 작전의 골자는 중국 남부를 관통하여 중불국경(중국과 프랑스령 인도차이나의 국경)에 다다라 싱가포르나 말라야 반도, 네덜란드령 동인도제도 등에서 산출되는 고무와 주석,석유를 안전하게 수송할 수 있는 루트를 확보하고 계속해서 일본군 점령지에 폭격을 가하는 구이린 등지의 미군 비행장을 점령하는 것이었다. 일본군 최후의 대공세라고 볼 수 있는 이 작전에는 17개의 보병사단, 1개 전차사단, 6개 독립여단의 50만 대군과 800대의 전차, 1만 6000대의 차량, 10만마리의 군마와 200기의 항공기가 투입되었다.

## 결과 및 영향
일본군은 중화민국군의 격렬한 저항을 뚫고 결국 전술적인 목표를 이루는데 성공했다. 하지만 이 전투의 주 목적 중 하나인 '비행장을 점령함으로써 미군 및 중국군이 일본군을 폭격할 수단의 제거'는 완벽히 실패했다고 볼 수 있는데, 동시기 태평양 전선의 전황이 악화되며 미군이 사이판, 괌 등 일본에 폭격을 가할 수 있는 거리의 비행장을 점령해 중국대륙내의 비행장을 점령한 의미가 없어졌다. 애써 점령한 구이린, 류저우 등도 1945년 6월 중화민국군의 반격으로 모두 탈환되었다.
한편 중화민국군도 피해가 컸는데, 전술적으로 완벽히 일본에 패배함으로써 수십만의 사상자가 발생했고, 이 작전을 위해 화북에서 팔로군을 상대하던 일본군이 대부분 화남으로 내려감에 따라 팔로군의 화북에서의 세력확장에 큰 도움이 되었다. 이러한 일로 인해 대륙타통작전은 향후 중화민국의 국공내전 패배에도 영향을 미쳤다고 평가된다.

## 같이 보기
- 중일전쟁